# Albatros (torpilleur)
Pour les articles homonymes, voir Albatros.
Ne doit pas être confondu avec Albatros (contre-torpilleur).
L'Albatros est le quatrième des six torpilleurs (vedettes lance-torpilles) de classe Type 1923 construits pour la marine allemande (initialement appelée Reichsmarine, puis renommée Kriegsmarine en 1935).
Achevé en 1928, il sert souvent de navire amiral à diverses unités de torpilleurs. Le navire effectue plusieurs patrouilles de non-intervention pendant la guerre d'Espagne à la fin des années 1930. Après une attaque par des avions des forces aériennes de la République espagnole qui ont tué des marins allemands en 1937 — l'incident du Deutschland (en) —, l'Albatros participe au bombardement de représailles d'Almería.
Au début de la Seconde Guerre mondiale en 1939, il aide à poser des mines et à effectuer des patrouilles anti-convois avant de participer à l'opération Weserübung, c'est-à-dire le début de la campagne de Norvège en avril 1940. L'Albatros tire les premiers coups de canons de la campagne sur un patrouilleur norvégien. Il est légèrement endommagé lors de la bataille de Horten Harbour (en). L'Albatros s'échoue ensuite et fait naufrage en manœuvrant pour tenter d'éviter l'artillerie côtière norvégienne.